# Île Bauza
Pour les articles homonymes, voir Bauza.
L'île Bauza, en anglais Bauza Island, est une île néo-zélandaise de la mer de Tasman située dans le fjord de Doubtful Sound entre l'île Secretary au nord et l'île du Sud au sud.

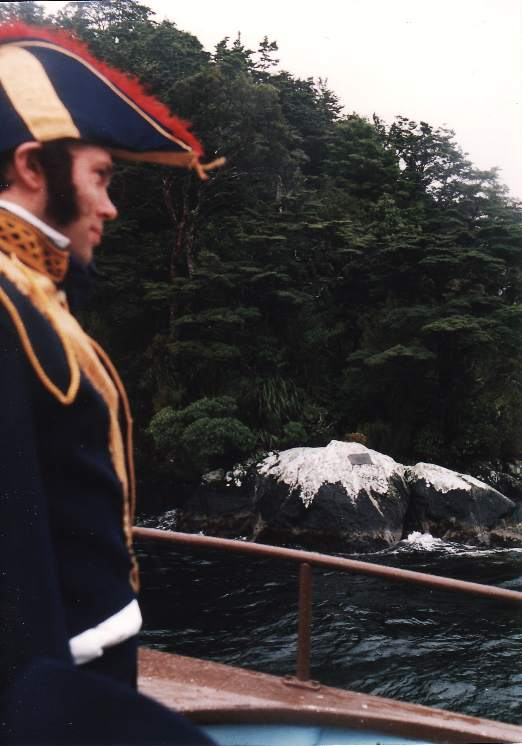
Reconstitution d'un débarquement espagnol devant une plaque commémorative de l'île Bauza.